# Zyzomys woodwardi
Il ratto delle rocce di Kimberley (Zyzomys woodwardi  Thomas, 1909) è un roditore della famiglia dei Muridi endemico dell'Australia.

## Descrizione
Roditore di medie dimensioni, con la lunghezza della testa e del corpo tra 104 e 169 mm, la lunghezza della coda tra 94,4 e 135 mm, la lunghezza del piede tra 22,1 e 29,7 mm, la lunghezza delle orecchie tra 15,5 e 22 mm e un peso fino a 210 g.

La pelliccia è ruvida. Le parti superiori sono color cannella, cosparse di peli marroni, specialmente sulla fronte. Le parti inferiori e il dorso delle zampe sono biancastri. La coda è più corta della testa e del corpo, rigonfia alla base, bruno-olivastro sopra, biancastro sotto, si assottiglia gradualmente verso la punta ed è ricoperta finemente di peli. Sono presenti 11 anelli di scaglie per centimetro. Il cariotipo è 2n=44 FN=48.

## Biologia

### Comportamento
È una specie terricola e notturna. Si rifugia tra profondi crepacci durante il giorno.

### Riproduzione
Si riproduce durante tutto l'anno.

## Distribuzione e habitat
Questa specie è diffusa nella parte settentrionale dell'Australia Occidentale e sulle Isole dei Bucanieri e l'Arcipelago di Bonaparte. Recentemente è stata osservata vicino Kununurra nella parte nord-orientale.
Vive in zone rocciose all'interno di foreste tropicali umide. Si trova anche in zone sabbiose aperte con copertura di alberi bassi.

## Conservazione
La IUCN Red List, considerato il vasto areale e la popolazione numerosa, classifica Z.woodwardi come specie a rischio minimo (Least Concern).